# Прончак Мирослав
Мирослав Прончак (24 лютого 1922, м. Перемишляни, тепер Львівська область — 1994, США) — вояк дивізії СС «Галичина», ветеранський та громадський діяч української громади у США.

## Життєпис
Народився 24 лютого 1922 року у місті Перемишляни. Навчався в Львівській академічній гімназії.
Командував чотою у 2-й сотні куреня фузилерів. Брав участь у боях дивізії з партизанами в Югославії.
Нагороджений Залізним хрестом 2 класу за відвагу у боях в Австрії.
Перебував у англійському полоні в Ріміні. 
Згодом виїхав до США. Був головою станиці Братства колишніх вояків 1-ї Української дивізії Української національної армії у Філадельфії.
Помер у 1994 році.

## Нагороди
- Залізний хрест 2 класу.